# Aljoša Asanović
Aljoša Asanović (Spalato, 14 dicembre 1965) è un allenatore di calcio, dirigente sportivo ed ex calciatore croato, di ruolo centrocampista.

## Biografia
Asanović è nato a Spalato il 14 dicembre 1965, dal 1988 è sposato con la moglie Katarina con la quale ha avuto due figli: Anamarija e Antonio.

## Carriera

### Giocatore

#### Club
Iniziò la carriera nella città natia giocando per il RNK Spalato con il quale disputò una sola stagione. La stagione seguente passò all'Hajduk Spalato con il quale vinse il primo trofeo, la  Coppa di Jugoslavia. Con i Bili debuttò il 19 agosto 1984 subentrando al posto di Dževad Prekazi in occasione del match casalingo di campionato vinto 5-1 ai danni del Vojvodina.
Finito il primo ciclo spalatino si trasferì in Francia, dove militò tra le file del Metz, del Cannes e infine del Montpellier, dove concluse l'avventura francese.
Nella stagione 1994-1995 tornò in Croazia dove con l'Hajduk Spalato vinse un campionato croato e una Coppa di Croazia segnando nella finale di andata il gol del 3-2 e nella finale di ritorno il gol del 1-0.
Passò una stagione in prestito al Real Valladolid per poi approdare nel 1996 al Derby County con il quale giocò un totale di 43 partite (38 in Premier League) segnando 7 reti.
L'anno seguente passò nel Napoli di Giovanni Galeone dove deluse le aspettative in una stagione piena di insidie per i partenopei.
Giocò due stagioni al Panathīnaïkos per poi passare all'Austria Vienna, dove dopo un infortunio gli venne rescisso il contratto.
Per un breve periodo giocò al Sydney Utd 58 per poi chiudere la carriera nella squadra dov'è cresciuto, nell'Hajduk Spalato.

#### Nazionale
Il 25 marzo 1987 fece il suo debutto con la Jugoslavia subentrando al posto di Dragan Stojković nell'amichevole vinta contro l'Austria (4-0). Indossò la maglia dei Plavi per un totale di tre partite.
Il 21 ottobre 1990 segnò il primo storico gol per la Croazia nel l'amichevole giocata contro gli Stati Uniti.
Con la Croazia ha partecipato all'Europeo di Inghilterra 1996 e al Mondiale di Francia 1998 dove vinse la medaglia di bronzo.

## Statistiche

### Cronologia presenze e reti in nazionale

#### Jugoslavia
| Cronologia completa delle presenze e delle reti in nazionale ― Jugoslavia | Cronologia completa delle presenze e delle reti in nazionale ― Jugoslavia | Cronologia completa delle presenze e delle reti in nazionale ― Jugoslavia | Cronologia completa delle presenze e delle reti in nazionale ― Jugoslavia | Cronologia completa delle presenze e delle reti in nazionale ― Jugoslavia | Cronologia completa delle presenze e delle reti in nazionale ― Jugoslavia | Cronologia completa delle presenze e delle reti in nazionale ― Jugoslavia | Cronologia completa delle presenze e delle reti in nazionale ― Jugoslavia |
| Data                                                                      | Città                                                                     | In casa                                                                   | Risultato                                                                 | Ospiti                                                                    | Competizione                                                              | Reti                                                                      | Note                                                                      |
| ------------------------------------------------------------------------- | ------------------------------------------------------------------------- | ------------------------------------------------------------------------- | ------------------------------------------------------------------------- | ------------------------------------------------------------------------- | ------------------------------------------------------------------------- | ------------------------------------------------------------------------- | ------------------------------------------------------------------------- |
| 25-3-1987                                                                 | Banja Luka                                                                | Jugoslavia                                                                | 4 – 0                                                                     | Austria                                                                   | Amichevole                                                                | -                                                                         | 76’                                                                       |
| 29-4-1987                                                                 | Belfast                                                                   | Irlanda del Nord                                                          | 1 – 0                                                                     | Jugoslavia                                                                | Qual. Euro 1988                                                           | -                                                                         | 77’                                                                       |
| 31-3-1988                                                                 | Spalato                                                                   | Jugoslavia                                                                | 1 – 1                                                                     | Italia                                                                    | Amichevole                                                                | -                                                                         | 80’                                                                       |
| Totale                                                                    |                                                                           | Presenze                                                                  | 3                                                                         |                                                                           | Reti                                                                      | 0                                                                         |                                                                           |

#### Croazia
| Cronologia completa delle presenze e delle reti in nazionale ― Croazia | Cronologia completa delle presenze e delle reti in nazionale ― Croazia | Cronologia completa delle presenze e delle reti in nazionale ― Croazia | Cronologia completa delle presenze e delle reti in nazionale ― Croazia | Cronologia completa delle presenze e delle reti in nazionale ― Croazia | Cronologia completa delle presenze e delle reti in nazionale ― Croazia | Cronologia completa delle presenze e delle reti in nazionale ― Croazia | Cronologia completa delle presenze e delle reti in nazionale ― Croazia |
| Data                                                                   | Città                                                                  | In casa                                                                | Risultato                                                              | Ospiti                                                                 | Competizione                                                           | Reti                                                                   | Note                                                                   |
| ---------------------------------------------------------------------- | ---------------------------------------------------------------------- | ---------------------------------------------------------------------- | ---------------------------------------------------------------------- | ---------------------------------------------------------------------- | ---------------------------------------------------------------------- | ---------------------------------------------------------------------- | ---------------------------------------------------------------------- |
| 17-10-1990                                                             | Zagabria                                                               | Croazia                                                                | 2 – 1                                                                  | Messico                                                                | Amichevole                                                             | 1                                                                      | 58’                                                                    |
| 19-6-1991                                                              | Murska Sobota                                                          | Slovenia                                                               | 0 – 1                                                                  | Croazia                                                                | Amichevole                                                             | -                                                                      | 80’                                                                    |
| 23-3-1994                                                              | Valencia                                                               | Spagna                                                                 | 0 – 2                                                                  | Croazia                                                                | Amichevole                                                             | -                                                                      |                                                                        |
| 18-5-1994                                                              | Győr                                                                   | Ungheria                                                               | 2 – 2                                                                  | Croazia                                                                | Amichevole                                                             | -                                                                      |                                                                        |
| 4-6-1994                                                               | Zagabria                                                               | Croazia                                                                | 0 – 0                                                                  | Argentina                                                              | Amichevole                                                             | -                                                                      | 51’                                                                    |
| 17-8-1994                                                              | Zagabria                                                               | Israele                                                                | 0 – 4                                                                  | Croazia                                                                | Amichevole                                                             | -                                                                      | 69’                                                                    |
| 4-9-1994                                                               | Tallinn                                                                | Estonia                                                                | 0 – 2                                                                  | Croazia                                                                | Qual. Euro 1996                                                        | -                                                                      | 90+4’                                                                  |
| 9-10-1994                                                              | Zagabria                                                               | Croazia                                                                | 1 – 0                                                                  | Lituania                                                               | Qual. Euro 1996                                                        | -                                                                      |                                                                        |
| 16-11-1994                                                             | Palermo                                                                | Italia                                                                 | 1 – 2                                                                  | Croazia                                                                | Qual. Euro 1996                                                        | -                                                                      |                                                                        |
| 25-3-1995                                                              | Zagabria                                                               | Croazia                                                                | 4 – 0                                                                  | Ucraina                                                                | Qual. Euro 1996                                                        | -                                                                      |                                                                        |
| 29-3-1995                                                              | Vilnius                                                                | Lituania                                                               | 0 – 0                                                                  | Croazia                                                                | Qual. Euro 1996                                                        | -                                                                      | 49’                                                                    |
| 26-4-1995                                                              | Zagabria                                                               | Croazia                                                                | 2 – 0                                                                  | Slovenia                                                               | Qual. Euro 1996                                                        | -                                                                      |                                                                        |
| 11-6-1995                                                              | Kiev                                                                   | Ucraina                                                                | 1 – 0                                                                  | Croazia                                                                | Qual. Euro 1996                                                        | -                                                                      | 54’                                                                    |
| 8-10-1995                                                              | Spalato                                                                | Croazia                                                                | 1 – 1                                                                  | Italia                                                                 | Qual. Euro 1996                                                        | -                                                                      | 18’                                                                    |
| 28-2-1996                                                              | Fiume                                                                  | Croazia                                                                | 2 – 1                                                                  | Polonia                                                                | Amichevole                                                             | -                                                                      | 50’ 87’                                                                |
| 13-3-1996                                                              | Zagabria                                                               | Croazia                                                                | 3 – 0                                                                  | Corea del Sud                                                          | Amichevole                                                             | -                                                                      |                                                                        |
| 26-3-1996                                                              | Varaždin                                                               | Croazia                                                                | 2 – 0                                                                  | Israele                                                                | Amichevole                                                             | -                                                                      |                                                                        |
| 24-4-1996                                                              | Londra                                                                 | Inghilterra                                                            | 0 – 0                                                                  | Croazia                                                                | Amichevole                                                             | -                                                                      | 48’                                                                    |
| 2-6-1996                                                               | Dublino                                                                | Irlanda                                                                | 2 – 2                                                                  | Croazia                                                                | Amichevole                                                             | -                                                                      |                                                                        |
| 11-6-1996                                                              | Nottingham                                                             | Turchia                                                                | 0 – 1                                                                  | Croazia                                                                | Euro 1996 - 1º turno                                                   | -                                                                      | 40’                                                                    |
| 16-6-1996                                                              | Sheffield                                                              | Croazia                                                                | 3 – 0                                                                  | Danimarca                                                              | Euro 1996 - 1º turno                                                   | -                                                                      |                                                                        |
| 19-6-1996                                                              | Nottingham                                                             | Croazia                                                                | 0 – 3                                                                  | Portogallo                                                             | Euro 1996 - 1º turno                                                   | -                                                                      | 51’                                                                    |
| 23-6-1996                                                              | Manchester                                                             | Germania                                                               | 2 – 1                                                                  | Croazia                                                                | Euro 1996 - Quarti di finale                                           | -                                                                      |                                                                        |
| 8-10-1996                                                              | Bologna                                                                | Bosnia ed Erzegovina                                                   | 1 – 4                                                                  | Croazia                                                                | Qual. Mondiali 1998                                                    | -                                                                      |                                                                        |
| 10-11-1996                                                             | Zagabria                                                               | Croazia                                                                | 1 – 1                                                                  | Grecia                                                                 | Qual. Mondiali 1998                                                    | -                                                                      |                                                                        |
| 11-12-1996                                                             | Casablanca                                                             | Marocco                                                                | 2 – 2 (6 - 7 dtr)                                                      | Croazia                                                                | Trofeo di calcio Hassan II 1996 - Semifinale                           | -                                                                      | 40’                                                                    |
| 12-12-1996                                                             | Casablanca                                                             | Croazia                                                                | 1 – 1 (4 - 1 dtr)                                                      | Rep. Ceca                                                              | Trofeo di calcio Hassan II 1996 - Finale                               | -                                                                      |                                                                        |
| 29-3-1997                                                              | Spalato                                                                | Croazia                                                                | 1 – 1                                                                  | Danimarca                                                              | Qual. Mondiali 1998                                                    | -                                                                      | 88’                                                                    |
| 2-4-1997                                                               | Spalato                                                                | Croazia                                                                | 3 – 3                                                                  | Slovenia                                                               | Qual. Mondiali 1998                                                    | -                                                                      |                                                                        |
| 30-4-1997                                                              | Salonicco                                                              | Grecia                                                                 | 0 – 1                                                                  | Croazia                                                                | Qual. Mondiali 1998                                                    | -                                                                      |                                                                        |
| 8-6-1997                                                               | Tokyo                                                                  | Giappone                                                               | 4 – 3                                                                  | Croazia                                                                | Kirin Cup 1997                                                         | 2                                                                      |                                                                        |
| 6-9-1997                                                               | Zagabria                                                               | Croazia                                                                | 3 – 2                                                                  | Bosnia ed Erzegovina                                                   | Qual. Mondiali 1998                                                    | -                                                                      | 51’                                                                    |
| 11-9-1997                                                              | Copenaghen                                                             | Danimarca                                                              | 3 – 1                                                                  | Croazia                                                                | Qual. Mondiali 1998                                                    | -                                                                      |                                                                        |
| 29-10-1997                                                             | Zagabria                                                               | Croazia                                                                | 2 – 0                                                                  | Ucraina                                                                | Qual. Mondiali 1998                                                    | -                                                                      | 63’                                                                    |
| 15-11-1997                                                             | Kiev                                                                   | Ucraina                                                                | 1 – 1                                                                  | Croazia                                                                | Qual. Mondiali 1998                                                    | -                                                                      | 90+4’                                                                  |
| 22-4-1998                                                              | Osijek                                                                 | Croazia                                                                | 4 – 1                                                                  | Polonia                                                                | Amichevole                                                             | -                                                                      | 51’                                                                    |
| 29-5-1998                                                              | Pola                                                                   | Croazia                                                                | 1 – 2                                                                  | Slovacchia                                                             | Amichevole                                                             | -                                                                      | 50’ 67’                                                                |
| 3-6-1998                                                               | Fiume                                                                  | Croazia                                                                | 2 – 0                                                                  | Iran                                                                   | Amichevole                                                             | -                                                                      | 72’                                                                    |
| 6-6-1998                                                               | Zagabria                                                               | Croazia                                                                | 7 – 0                                                                  | Australia                                                              | Amichevole                                                             | -                                                                      | 51’                                                                    |
| 14-6-1998                                                              | Lens                                                                   | Giamaica                                                               | 1 – 3                                                                  | Croazia                                                                | Mondiali 1998 - 1º turno                                               | -                                                                      |                                                                        |
| 20-6-1998                                                              | Lens                                                                   | Giappone                                                               | 0 – 1                                                                  | Croazia                                                                | Mondiali 1998 - 1º turno                                               | -                                                                      |                                                                        |
| 26-6-1998                                                              | Bordeaux                                                               | Argentina                                                              | 1 – 0                                                                  | Croazia                                                                | Mondiali 1998 - 1º turno                                               | -                                                                      |                                                                        |
| 30-6-1998                                                              | Bordeaux                                                               | Romania                                                                | 0 – 1                                                                  | Croazia                                                                | Mondiali 1998 - Ottavi di finale                                       | -                                                                      |                                                                        |
| 4-7-1998                                                               | Lione                                                                  | Germania                                                               | 0 – 3                                                                  | Croazia                                                                | Mondiali 1998 - Quarti di finale                                       | -                                                                      |                                                                        |
| 8-7-1998                                                               | Saint-Denis                                                            | Francia                                                                | 2 – 1                                                                  | Croazia                                                                | Mondiali 1998 - Semifinale                                             | -                                                                      | 49’                                                                    |
| 11-7-1998                                                              | Parigi                                                                 | Paesi Bassi                                                            | 1 – 2                                                                  | Croazia                                                                | Mondiali 1998 - Finale 3º posto                                        | -                                                                      | 63’                                                                    |
| 5-9-1998                                                               | Dublino                                                                | Irlanda                                                                | 2 – 0                                                                  | Croazia                                                                | Qual. Euro 2000                                                        | -                                                                      |                                                                        |
| 10-10-1998                                                             | La Valletta                                                            | Malta                                                                  | 1 – 4                                                                  | Croazia                                                                | Qual. Euro 2000                                                        | -                                                                      |                                                                        |
| 14-10-1998                                                             | Zagabria                                                               | Croazia                                                                | 3 – 2                                                                  | Macedonia                                                              | Qual. Euro 2000                                                        | -                                                                      | 49’ 67’                                                                |
| 10-2-1999                                                              | Spalato                                                                | Croazia                                                                | 0 – 1                                                                  | Danimarca                                                              | Amichevole                                                             | -                                                                      | 30’ 51’                                                                |
| 10-3-1999                                                              | Atene                                                                  | Grecia                                                                 | 3 – 2                                                                  | Croazia                                                                | Amichevole                                                             | -                                                                      | 66’                                                                    |
| 28-4-1999                                                              | Siviglia                                                               | Croazia                                                                | 0 – 0                                                                  | Italia                                                                 | Amichevole                                                             | -                                                                      | 79’                                                                    |
| 5-6-1999                                                               | Skopje                                                                 | Macedonia                                                              | 1 – 1                                                                  | Croazia                                                                | Qual. Euro 2000                                                        | -                                                                      | 90+2’                                                                  |
| 18-8-1999                                                              | Belgrado                                                               | Jugoslavia                                                             | 0 – 0                                                                  | Croazia                                                                | Qual. Euro 2000                                                        | -                                                                      |                                                                        |
| 21-8-1999                                                              | Zagabria                                                               | Croazia                                                                | 2 – 1                                                                  | Malta                                                                  | Qual. Euro 2000                                                        | -                                                                      |                                                                        |
| 4-9-1999                                                               | Zagabria                                                               | Croazia                                                                | 1 – 0                                                                  | Irlanda                                                                | Qual. Euro 2000                                                        | -                                                                      |                                                                        |
| 9-10-1999                                                              | Zagabria                                                               | Croazia                                                                | 2 – 2                                                                  | Jugoslavia                                                             | Qual. Euro 2000                                                        | -                                                                      |                                                                        |
| 13-11-1999                                                             | Parigi                                                                 | Francia                                                                | 3 – 0                                                                  | Croazia                                                                | Amichevole                                                             | -                                                                      |                                                                        |
| 23-2-2000                                                              | Spalato                                                                | Croazia                                                                | 0 – 0                                                                  | Spagna                                                                 | Amichevole                                                             | -                                                                      | 13’ 88’                                                                |
| 29-3-2000                                                              | Zagabria                                                               | Croazia                                                                | 1 – 1                                                                  | Germania                                                               | Amichevole                                                             | -                                                                      |                                                                        |
| 26-4-2000                                                              | Vienna                                                                 | Austria                                                                | 1 – 2                                                                  | Croazia                                                                | Amichevole                                                             | -                                                                      | 89’                                                                    |
| 28-5-2000                                                              | Zagabria                                                               | Croazia                                                                | 0 – 2                                                                  | Francia                                                                | Amichevole                                                             | -                                                                      | 60’                                                                    |
| Totale                                                                 |                                                                        | Presenze                                                               | 62                                                                     |                                                                        | Reti                                                                   | 3                                                                      |                                                                        |

## Palmarès

### Giocatore

#### Club
- Coppa di Jugoslavia: 1

Hajduk Spalato: 1986-1987
- Campionato croato: 1

Hajduk Spalato: 1994-1995
- Supercoppa di Croazia: 1

Hajduk Spalato: 1994
- Coppa di Croazia: 1

Hajduk Spalato: 1994-1995